# Samsung Galaxy A10
De Samsung Galaxy A10 is een Android-smartphone ontwikkeld door Samsung Electronics. Hij werd uitgebracht in maart 2019. Hij wordt geleverd met Android 9 (Pie) met One UI, 32 GB interne opslag en een 3400 mAh-batterij. Het is de opvolger van de Galaxy J4/J4+, en de voorloper van de Galaxy A11.

## Specificaties

### Hardware
De Samsung Galaxy A10 heeft een 15,7 cm (6,2 inch) HD+ Infinity-V-display met een resolutie van 720 x 1520. De telefoon zelf meet 155,6 x 75,6 x 7,9 mm en weegt 168 g. Hij wordt aangedreven door een Octa-core (2x1,6 GHz Schors-A73 & 6x1,35 GHz Cortex-A53) CPU en een Mali-G71 MP2 GPU. Hij wordt geleverd met 32 GB interne opslag, uitbreidbaar tot 512 GB via MicroSD en 2 GB RAM. Het heeft een niet-verwijderbare batterij van 3400 mAh.

### Software
De Samsung Galaxy A10 draait op Android 9 (Pie) met One UI van Samsung. In mei 2020 ontving het een Android 10-update, samen met OneUI 2.0 en in augustus 2021 werd het geüpgraded naar Android 11. Dat was de laatste grote update die deze telefoon ontving.
Galaxy ·
Galaxy 3 ·
Galaxy 5 ·
Ace 2 ·
Ace plus ·
Ace ·
Beam ·
Core ·
Express ·
Fit ·
Fame ·
Gio ·
Grand ·
Mega ·
Mini ·
Nexus ·
Note ·
Note 2 ·
Note 3 ·
Player ·
Pocket ·
Pocket 2 ·
Portal ·
Prevail ·
R ·
TxT ·
Spica
W ·
Xcover ·
Y ·
Y2

A-serie:
A3 ·
A5 ·
A6 ·	
A7 ·
A8 ·
A9 ·
A00 ·
A10 ·
A20 ·
A30 ·
A40 ·
A50 ·
A60 ·
A70 ·
A80 ·
A90

S-serie:
Galaxy S ·
S Plus ·
S Advance ·
S Duos ·
S II ·
S II Plus ·
S III ·
S III Mini ·
S4 ·
S4 Mini ·
S5 ·
S5 Mini ·
S5 Plus ·
S5 Neo · 
S6 ·
S7 ·
S8 ·
S9 ·
S10 ·
S20 ·
S21 ·
S22 ·
S23 ·
S24